# Pango-Aluquém
Pango-Aluquém és un municipi d'Angola que forma part de la província de Bengo. Té una superfície de 2.753 km² i una població de 6.571 habitants. Algunes fonts l'inclouen dins la província de Kwanza-Nord, però el govern provincial de Bengo el delimita com a seu. Limita amb els municipis de Dembos, Bula Atumba, Gonguembo, Golungo Alto, Cambambe i Dande.

## Subdivisió
Comprèn les comunes de:
- Cazuangongo
- Pango Aluqém